# Sofia Ledarp
Sofia Ledarp, née le 8 avril 1974 à Hägersten-Liljeholmen, est une actrice suédoise.

## Filmographie
- 2009 : Millenium : Les Hommes qui n'aimaient pas les femmes (Män som hatar kvinnor) de Niels Arden Oplev : Malin Erikson
- 2010 : Millénium 2 : La Fille qui rêvait d'un bidon d'essence et d'une allumette (Flickan som lekte med elden) de Daniel Alfredson : Malin Erikson
- 2010 : Millénium 3 : La Reine dans le palais des courants d'air (Luftslottet som sprängdes) de Daniel Alfredson : Malin Erikson
- 2011 : Gone (Försvunnen) de Mattias Olsson, Henrik JP Åkesson : Malin
- 2021 : Complètement à cran : l'agente immobilière